# Mairie de Clichy (stanice metra v Paříži)
Mairie de Clichy je nepřestupní stanice pařížského metra na severozápadní větvi linky 13. Nachází se na pařížském předměstí Clichy na ulici Rue Martre.

## Historie
Stanice byla otevřena 3. května 1980 při prodlouižení severozápadní větve ze stanice Porte de Clichy do stanice Gabriel Péri.

## Název
Vstup do stanice se nachází před radnicí města Clichy, po níž nese jméno (mairie = radnice).